# Melochia yungasensis
Melochia yungasensis är en malvaväxtart som beskrevs av Henry Hurd Rusby. Melochia yungasensis ingår i släktet Melochia och familjen malvaväxter. Inga underarter finns listade i Catalogue of Life.